# 小行星6619
小行星6619（英語：6619 Kolya）是一颗围绕太阳公转的小行星。1973年9月27日，柳德米拉·切爾尼赫在克里米亚发现了此天体。
这颗小行星的绝对星等为112.93280等。